# Берлибаш
Берлиба́ш — проміжна залізнична станція Івано-Франківської дирекції залізничних перевезень Львівської залізниці на неелектрифікованій лінії Делятин — Ділове між станцією Рахів (9 км) та зупинним пунктом Ділове (11 км). Розташована в селі Костилівка Рахівського району Закарпатської області, біля підніжжя гори Берлебашка. Поруч зі станцією пролягає автошлях національного значення Н09. Пасажирське сполучення по станції відновлено з 26 серпня 2022 року, майже до румунського кордону.

## Історія
Станція відкрита 1894 року, під час будівництва трансверсальної магістралі за часів Австро-Угорщини, тоді ж був побудований вокзал в типовому, альпійському стилі.
Керівництвом Закарпатської області 25 січня 2022 року відновлено діалог з комплексного підходу та стратегічних проєктів, які можуть ефективно впливати на цілий сектор економіки області. Запропоновано відновлення транскордонного пасажирського перевезення і курсування поїзда з Івано-Франківська через Рахів, Берлибаш, залізничний міжнародний пункт пропуску на ділянці Ділове — Валя Вишеулуй у напрямку Сигіта.
З 26 серпня 2022 року відновлено пасажирське сполучення. Приміському поїзду Коломия — Рахів подовжено маршрут руху до зупинного пункту Ділове.
27 серпня 2022 року, на другий день курсування приміського поїзда Ділове — Коломия, на ділянці Рахів — Берлибаш, у поїзда зійшов з рейок візок третього вагону через ніби-то розширення колії.